# Szalmonella
A Salmonella az Enterobacteriaceae családba tartozó, Gram-negatív baktériumnemzetség.

## Jellemzői
Alakjuk egyenes pálca. Legtöbbjük mozgásra képes, peritrich csillózattal rendelkezik. Tokjuk nincs. Heterotróf, fakultatív anaerob szervezetek. Nitrát redukálók, NO3-ot NO2-té redukálnak. Szénhidrátok bontása közben kén-hidrogént (H2S) termelnek. Kizárólag citromsavat használnak szénforrásként.
A Salmonellák emberi és állati patogének. A S. typhi humán patogén, a hastífusz kórokozója. A vékonybélben telepszik meg, fertőzés után tartós immunitás alakul ki. Tetraciklin antibiotikumokkal hatásosan kezelhető. Az S. paratyphi A, B és C szintén humán kórokozók, a paratífusz nevű betegséget okozzák. A tünetek hasonlítanak a hastífuszra, bár a betegség általában enyhébb lefolyású. A köznyelvben szalmonella néven ismert szalmonellózis fertőzést a Salmonella enterica egyéb szerotípusai okozzák. Ilyenkor a fertőzés nem terjed túl a bélrendszeren, illetve a környező nyirokszerveken.
A nevét Daniel Elmer Salmon amerikai állatorvosról kapta.
A Salmonella-fertőzés diagnózisát a széklet tenyésztése adja.
A 18/1998.(VI.3.) NM rendelet 6. számú mellékletében szereplő fertőző betegség gyanúja miatt a kitenyésztett baktériumtörzset további vizsgálatok elvégzése céljából az Országos Közegészségügyi Intézetbe továbbítják a jogszabályi kötelezettség szerint.
A kimutatott kórokozó által terjesztett betegség bejelentésre kötelezett az 1997. évi XLVII. törvény 15. § alapján. A bejelentést a betegellátó köteles megtenni.
Amennyiben járványügyi érdekből felszabadító vizsgálatra van szükség, a beteg következő mintáját az OKI-ban tudják fogadni.
Salmonella infekció esetén antibiotikum kezelés csak szisztémás tünetek vagy egyéb rizikótényezők esetén (fiatal csecsemő, időskor, krónikus kísérő betegségek) indokolt.

## Ismertebb alfajok

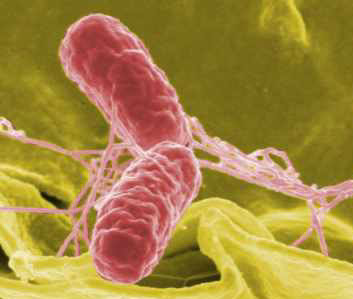
Salmonella typhimurium (piros), elektronmikroszkópos felvétel

Két faját ismerjük: S. enterica és S. bongori, hat főbb alfajjal: enterica (I), salamae (II), arizonae (IIIa), diarizonae (IIIb), houtenae (IV), és indica (VI). Az S. enterica enterica alfajhoz tartoznak a Kaufmann-White séma szerinti szerocsoportok, pl. a Salmonella Typhi, Salmonella Enteritidis, Salmonella Paratyphi, Salmonella Typhimurium és Salmonella Choleraesuis, stb., ahol nagyrészt megmaradt a régi, betegségközpontú nomenklatúra.

## Érdekességek
Vas Zoltán (1952) blueszenész az 1980-as években írta Szalmonella blues című dalát, melyben a víziszárnyasok tojásaiban rejlő veszélyeken túl a helytelen tárolás kockázataira is fölhívja a figyelmet.